# عبد الواحد استيتو
عبد الواحد استيتو من مواليد طنجة،(سنة 1977) من الروائين المغاربة اشتهر بروايته على بعد ملمتر واحد فقط

## حياته
ولد عبد الواحد استيتو في سنة 1977م في طنجة شمال المغرب. صحفي وكاتب مقالات بعدد من المنابر الإعلامية المحلية والعربية
عمل كمراسل ومحرر إلكتروني بعدد من المواقع الإلكترونية منذ سنة 2000 وبعدها عمل كمدير تحرير الأخبار بموقع البوابة العربية لتقنية المعلومات.
وشارك في العديد من البرامج وفاز بالعديد من الجوائز بفضل تميزه وإبداعه الأدبي.
وله حوارات في كل من: إذاعة طنجة، إذاعة المملكة المغربية، قناة الرابعة... البرنامج الثقافي التحدي على إم بي سي. وفاز بجائزة المبدعون الإماراتية للرواية سنة 2001، كما فاز بجائزة اتحاد كتاب المغرب للقصة القصيرة للشباب سنة 2005.

## الشهادات المحصل عليها
- البكالوريا في العلوم التجريبية -(1995)
- دبلوم في الهندسة المعمارية -(1997)
- دبلوم في الإعلاميات -(1999)

## أدبه
تحفل نصوص عبد الواحد استيتو بصور الأشياء الواقعية ويمنحها حيزًا أدبيا واسعًا، 
شخصيات استيتو وفضاءات نصوصه ترتبط ارتباطًا وثيقًا بالمعيش اليومي. ويعتبر عبد الواحد استيتو «الكاتب الطنجاوي» الذي جعل من بيئتة قضية للكتابة، فكتاباته تكشف للقارئ درجة حبه لمدينة طنجة، 
تحتل مدينة طنجة حيزًا هامًا ضمن كتابته، فقد كتب عن شخصيات عاشت في هذه المدينة وأماكن...

## أبرز أعماله الأدبية
- مجموعة قصصية مشتركة مع محمد الساحلي بعنوان «أشياء تحدث»
- إصدار مجموعة «'هروب » عن اتحاد كتاب المغرب
- كل الطرق تؤدي إلى... طنجة (27 أكتوبر، 2009)
- ''مغربي!! (قصة قصيرة)
- الرواية العربية]] المشتركة، أول فكرة من نوعها على الصعيد العربي
- صدور كتاب «هيا إلى النجاح» عن دار طويق للنشر والتوزيع بالسعودية(2010)
- السمفونية الطنجاوية (قصة قصيرة)
- فلنضحك جميعا(قصة قصيرة) (11 فبراير، 2010)
- أين ذهبـــــــوا؟ (10 فبراير، 2010)
- مدينة كان اسمها... طنجة (7 فبراير، 2010)
- على بعد ملمتر واحد فقط اعتبرت أول رواية فيسبوكية تفاعلية

## من أقواله
- شعرة واحدة.. ثانية واحدة.. حركة بسيطة.. كل هذه التفاصيل التي لا نلقي لها بالا، قد يكون لها -أحيانا كثيرة- تأثير كبير على حياتنا. بل قد تغير حيواتنا إلى الأبد، وبشكل كامل. ترددّ على بعد ملمتر واحد قد يحول دفة مركب الحياة إلى اتجاه لم نكن نعلمه....(على بعد ملمتر واحد فقط - رواية)

ما أصعب الاستيقاظ باكرا في طنجة.. كل من زار المدينة يعرف ذلك. لطنجة مناخها وأجواؤها التي تجعلك ترغب في البقاء في الفراش لمدة أطول.. يقولون أن الطنجاويين كسالى. الحقيقة أنهم فقط أبناء محيطهم ولا يد لهم في ذلك.. 
ليل طنجة الرائع يجعلك تسهر حتى وقت متأخر من الليل..
صباحها الناعس الذي يتمطـّـى بكسل يجعلك تؤخر استيقاظك لساعة أو ساعتين..(على بعد ملمتر واحد فقط - رواية)
- هناك دائما أسوأ من الأسوأ...

أسوأ من عدم وجود علاقة.. علاقة  مبتورة. 
أسوأ من الغياب.. غيابٌ لا تستطيع أن تُدرك صاحبه.
أسوأ من الوحدة.. أنيسٌ يغيب فجأة بسبب غير مقصود.(على بعد ملمتر واحد فقط - رواية)
- عم الصمت من جديد. انتهى الصخب الإلكتروني كما بدأ. شعر ببعض الوحشة. لم يفهم كيف ملأت تلك المجهولة عالمه فجأة! ليس متسرعا أبدا. بل هو ممتلئ حدّ التخمة بتجارب تجعله يكره التسرع. لكنه – بينه وبين نفسه – اعترف أن شيئا غامضا وغريبا يلوح من هذه المرأة. وليخرج من أسر هذه الأفكار أطلق بسبسة صغيرة، واتجه إلى ركن يطلق عليه اسم المطبخ مجازا. (على بعد ملمتر واحد فقط - رواية)
- هناك سمفونيات وسمفونيات...

هناك سمفونيات بيتهوفن الممتعة، وهناك سمفونيات موتزارت الحالمة...
وهناك سمفونية طنجاوية لا تسمع بها إلا في طنجة، وخصوصا في فصل الصيف. وخصوصا خصوصا ليلا.
تبدأ السمفونية الأولى عندما تضع رأسك على الوسادة متوكلا على الله محاولا أن تنظف قلبك مما علق به من أضغان على بقال الحي، وعلى جارك الذي مر أمامك دون أن يسلم عليك. محاولا ما أمكن أن تلقى الله بقلب سليم إن أمسك روحك وأنت نائم.(السمفونية الطنجاوية)